# Fobos. Kloeb Stracha
Fobos. Kloeb Stracha (Russisch: Фобос. Клуб Страха, Nederlands: Phobos. Club van Angst) is een Oekraïens-Russische horrorfilm uit 2010, geregisseerd door Oleg Assadoelin. De film is ook bekend onder de titel The Phobos.

## Verhaallijn
Iedereen wacht op de opening van de trendy club Phobos, dat nog in aanbouw is en voorheen een atoomschuilkelder was. Een groepje tieners besluit om alvast een kijkje te gaan nemen. Ze hebben het er naar hun zin totdat blijkt dat de ze de deuren niet meer open krijgen. De groep zit nu ondergronds opgesloten zonder licht of communicatie met de buitenwereld.

## Rolverdeling
| Acteur             | Personage |
| ------------------ | --------- |
| Tatjana Kosmasjeva | Joelia    |
| Pjotr Fjodorov     | Maik      |
| Agnes Koeznetsova  | Vika      |
| Timofej Karatajev  | Aleksandr |
| Renata Piotrowski  | Irina     |
| Peter Tomaszewski  | Roman     |
| Aleksej Vorobjov   | Zjenja    |